# مترسکها در شب و عروسکها
مترسکها در شب و عروسکها (۱۳۴۱) نخستین کتابِ منتشرشدهٔ بهرام بیضایی است، حاویِ دو نمایشنامهٔ تک‌پرده‌ایِ «مترسکها در شب» و «عروسکها».

## متن
کتاب حاویِ دو نمایشنامهٔ «مترسکها در شب» و «عروسکها» است که هر دو به سالِ ۱۳۴۱ نوشته و نخستین بار، پیش از هر نمایشی، بهمنِ همین سال در این کتاب منتشر شد. این کتاب (و نیز نخستین نمایشنامه تویش، یعنی «مترسکها در شب») دیگر تجدیدِ چاپ نشد.

## پذیره
در ماه‌های اوّلِ انتشارِ این کتاب اکبر رادی «مترسکها در شب» را «کابوسی . . . به شیوهٔ فرنگی» گفت و «عروسکها» را «یک ضربان فلسفی خفیف . . . در مایه‌های تمثیل.»

## توضیحات
1. ↑  چاپخانه‌ای در خیابانِ خانقاهِ تهران کتاب را به سفارشِ بیضایی چاپ کرد. (احمدی، احمدرضا؛ یزدانی خرم، مهدی (۵ خرداد ۱۳۸۷). «همه‌ی آن سال‌ها». شهروند امروز (۴۸): ۱۰۴–۱۰۵.)